# Kichennasamy Madavane
Kichenassamy Madavane, ou K. Madavane, né en 1946 à Pondichéry, est un écrivain, dramaturge, metteur en scène et nouvelliste indien francophone.

## Biographie
Ancien élève du lycée français de Pondichéry, auteur d'une thèse de doctorat sur Le théâtre d'Ionesco : la mort en représentation, il a enseigné les littératures francophones de l'Océan Indien et le théâtre à l'université Jawaharlal-Nehru de New Delhi. Il a assumé plusieurs fois le mandat de Directeur du Centre d'Études Françaises et Francophones de JNU. Ses champs d’intérêt sont les littératures francophones de la diaspora indienne, le théâtre et le cinéma. Il a beaucoup travaillé sur l’hindouisme populaire et la marche sur le feu à Pondichéry. Il est le fondateur en 1982 d'une troupe de théâtre appelée Chingari, qui joue principalement en hindi et en anglais.

## Carrière dramatique
K. Madavane  a hérité de son père, la pratique de Teroukouttou, théâtre populaire rural. Apparenté à Kathakali du Kerala, mais implanté dans le Tamil Nadu, au Sud de l’Inde, le Terroukouttou est associé aux fêtes religieuses du Tamil Nadu. Madavane a été aussi initié à la mise en scène par Antoine Vitez et Guy Retoré (TEP). À New Delhi, il a fondé Chingari, un groupe de théâtre célèbre pour ses mises en scène innovatrices. Profondément influencé par deux cultures, indienne et française, il essaie d’allier les deux formes d’art dramatique dans ses productions théâtrales. Il a signé une cinquantaine de mises en scène, pièces du répertoire indien et international en anglais, français, hindi et allemand. 
En 1994, il a été invité à l’Université du Québec à Montréal (UQAM), Canada, pour enseigner la mise en scène et le jeu. C’est à Montréal que Madavane a écrit Le Mahabharata des femmes qui fut montée à UQAM. Cette pièce a été publiée par Samhita Publishers à Pondichéry. Le Mahabharata des femmes a été jouée avec succès en anglais dans plusieurs villes indiennes. Invité par la Troupe de théâtre allemande Westentache à Ulm, Madavane y a animé un atelier de théâtre avec ses membres. En 2002, Le Mahabharata des femmes a été présentée dans sa version allemande, pour le Festival de Baden-Wurtembug à Ulm et à Karlsruhe. En novembre 2011, le groupe de théâtre « Au fil des diagonales » a présentée cette pièce en français à Paris. En 2006, la version anglaise de cette pièce a été publiée dans Theatre India, une revue de l’École Nationale de Théâtre. Sa deuxième pièce Le Véritier ou le mensonge des dieux est parue chez les éditions K’A (France). En octobre 2007, Madavane a créé un spectacle à la Réunion, Hiatus épique ou l’impossible n’est pas mythologique à partir des poèmes de Carpanin Marimoutou de La Réunion (France)
Dans le cadre du programme de la Commission Européenne d’Erasmus Mundus, Madavane a été invité en 2011, pour donner des cours de théâtre et animer des ateliers sur le jeu dans les universités suivantes : Université Libre de Bruxelles (Belgique), Université de Nice (France), Université Goethe, Francfort (Allemagne) et Université Paris 8, Saint Denis. 
En 2012, l’Association FILBLEUES de Lomé (Togo) a invité Prof. K. Madavane pour animer un atelier de jeu théâtral au Festival littéraire : « Plumes Francophones » dans le cadre du thème : « Littératures et théâtres du monde francophone ».

## Œuvre

### Pièces de théâtre
- La Malédiction des étoiles ou Le Mahabharata des femmes, Pondichéry, Samhita Publications, 1998.
- Le Véritier ou le Mensonge des dieux", Éditions K'A, Ille sur Têt, France, 2008.

### Nouvelles
- Mourir à Bénarès, in Jean-Louis Joubert (dir.), Littératures francophones d'Asie et du Pacifique, Paris, Nathan, 1997.
- Une nuit de nouvelle lune, in Jean-Luc Raharimanana, Identités, langues et imaginaires dans l'Océan Indien, Interculturel Francophonies, n°4, Lecce, Alliance française, novembre-décembre 2003.
- La mémoire d’une nuit, Synergies Inde, (Revue du Gerflint sous la direction de Jacques Cortès) coordonnée par Vidya Vencatesan, Numéro 1 / Année 2006.
- Mourir à Bénarès, Recueil de nouvelles, avec Préface d'Ananda Devi, Éditions Le Germ, La Réunion (France), 2010.

décembre 2003.

### Interviews
- « Le geste de l’acteur sur scène est une écriture sur l’eau », Propos recueillis par Jean Luc Raharimanana, écrivain malgache, publié dans Interculturel Francophonies, « Identités, langues et imaginaires dans l’Océan Indien », N°4, nov-décembre, 2003.

- « Les mythes ont été mes compagnons de jeu et de rêves ». Propos recueillis par Vijaya Rao (Jawaharlal Nehru University, New Delhi), publié dans Dialogues francophones, Écriture francophones contemporaines, N°17/2011, Centre d’Études Francophones, Université de l’Ouest de Timisoara, Roumanie.

### Articles
- « Drapaudi aux frontières : une lecture de La Malédiction des Étoiles ou Le Mahabharata des femmes de K. Madavane », par Jean Claude Carpanin Marimoutou, publié dans Draupadi, Tissages et Textures, Valérie Magdelaine-Andrianjafitrimo, Éditions, K’A, 2008, France

- «  Le trope communicationnel du langage dramatique- le monologue dans Le Mahabharata des femmes de K. Madavane », Aparajita Dey-Plissonneau, publié dans Synergies, Inde, Ed., Vidya Vencatesan, N°2/2007, Revue du Gerflint, 2007.